# 125
125（百二十五、ひゃくにじゅうご）は、自然数また整数において、124の次で126の前の数である。

## 性質
- 125は合成数であり、約数は 1, 5, 25 と 125 である。
  - 約数の和は156。
- 125 = 53
  - 5番目の立方数である。1つ前は64、次は216。
  - n = 3 のときの 5n の値とみたとき1つ前は25、次は625。
  - n = 2 のときの (2n + 1)n+1 の値とみたとき1つ前は9、次は2401。(オンライン整数列大辞典の数列 A085528)
  - n = 2 のときの (2n + 1)2n−1 の値とみたとき1つ前は3、次は16807。(オンライン整数列大辞典の数列 A085531)
  - n = 5 のときの nn−2 の値とみたとき1つ前は16、次は1296。(オンライン整数列大辞典の数列 A000272)
  - 素数 p = 3 のときの 5p の値とみたとき1つ前は25、次は3125。(オンライン整数列大辞典の数列 A057902)
  - 素数 p = 5 のときの p3 の値とみたとき1つ前は27、次は343。(オンライン整数列大辞典の数列 A030078)
  - 素数列 p(n + 1)p(n) の値とみたとき1つ前は9、次は16807。(オンライン整数列大辞典の数列 A078422)
  - (素数)(素数) の形で表せる9番目の数である。1つ前は121、次は128。(オンライン整数列大辞典の数列 A053810)
  - 125 = 5 × 52
    - n = 5 のときの 5n2 の値とみたとき1つ前は80、次は180。(オンライン整数列大辞典の数列 A033429)

  - 125 = 1 × 5 × 25
    - 25 の約数の積で表せる数である。1つ前は331776、次は676。(オンライン整数列大辞典の数列 A007955)
    - 初項 1、公比 5 の等比数列における第3項までの総乗である。1つ前は5、次は15625。(オンライン整数列大辞典の数列 A109345)
      - この値は n = 3 のときの 5n(n−1)/2 の値である。
- 125 = 102 + 52 = 112 + 22
  - 異なる2つの平方数の和で表せる38番目の数である。1つ前は122、次は130。(オンライン整数列大辞典の数列 A004431)
  - 2通りの平方数の和で表せる4番目の数である。1つ前は85、次は130。
- 125 = 51+2 から3番目のフリードマン数である。1つ前は121、次は126。
- (125, 126)は5番目のルース＝アーロン・ペアである。1つ前は(77, 78)、次は(714, 715)。
- 1/125 = 0.008
  - 逆数が有限小数になる15番目の数である。1つ前は100、次は128。(オンライン整数列大辞典の数列 A003592)
    - 小数点以下3桁の有限小数で表される自然数の逆数は、1/125 のほかに 1/8 = 0.125 , 1/40 = 0.025 , 1/200 = 0.005, 1/250 = 0.004 , 1/500 = 0.002, 1/1000 = 0.001 がある。

  - 1000の 1/8 。
  - 二十進法でも 1/65 = 0.034(20) (十進表記：64/8000)と有限小数になる。
- π(700) = 125 (ただしπ(x)は素数計数関数)
  - 700までの素数は125個ある。1つ前の600までは109、次の800までは139。(オンライン整数列大辞典の数列 A028505)
- 各位の和が8になる12番目の数である。1つ前は116、次は134。
- 各位の平方和が30になる最小の数である。次は152。(オンライン整数列大辞典の数列 A003132)
  - 各位の平方和が n になる最小の数である。1つ前の29は25、次の31は1125。(オンライン整数列大辞典の数列 A055016)
- 各位の立方和が134になる最小の数である。次は152。(オンライン整数列大辞典の数列 A055012)
  - 各位の立方和が n になる最小の数である。1つ前の133は25、次の135は1125。(オンライン整数列大辞典の数列 A165370)
- 各位の積が10になる3番目の数である。1つ前は52、次は152。(オンライン整数列大辞典の数列 A199990)
- 125 = 32 + 42 + 102 = 52 + 62 + 82
  - 3つの平方数の和2通りで表せる27番目の数である。1つ前は123、次は132。(オンライン整数列大辞典の数列 A025322)
  - 異なる3つの平方数の和2通りで表せる13番目の数である。1つ前は122、次は129。(オンライン整数列大辞典の数列 A025340)
  - 125 = 52 + 62 + 82
    - n = 2 のときの 5n + 6n + 8n の値とみたとき1つ前は19、次は853。(オンライン整数列大辞典の数列 A074572)
- 125 = 5 + 5 × 4 × 3 × 2
  - n = 5 のときの n + n(n − 1)(n − 2)(n − 3) の値とみたとき1つ前は28、次は366。(オンライン整数列大辞典の数列 A001094)
- 斜辺が125の直角三角形は3辺の長さが整数になる異なる直角三角形を3個もつ最小の斜辺の値である。次は250。(オンライン整数列大辞典の数列 A084647)
  - 1252 = 352 + 1202 = 442 + 1172 = 752 + 1002
  - 異なる n 個の整数の辺の直角三角形をつくる最小の斜辺の値とみたとき1つ前の2個は25、次の4個は65。(オンライン整数列大辞典の数列 A006339)
- 125 = 5! + 5
  - n = 5 のときの n! + n の値とみたとき1つ前は28、次は726。(オンライン整数列大辞典の数列 A005095)
- 125 = 121 + (1 + 2 + 1)
  - n = 11 のときの n2 とその各位の和との和とみたとき1つ前は101、次は153。(オンライン整数列大辞典の数列 A171613)
- 125 = 152 − 100
  - n = 15 のときの n2 − 100 の値とみたとき1つ前は96、次は156。(オンライン整数列大辞典の数列 A120071)

## その他 125 に関連すること
- 西暦125年
- ASCIIおよびUnicodeの125(7D)は、}(中括弧閉じ)である。
- 日本の第125代天皇は、現在の上皇明仁である。
- 第125代ローマ教皇はヨハネス11世（在位：931年3月～935年12月）である。
- 平年の場合、年始から125日目は5月5日。国民の祝日こどもの日。また、ゴールデンウィーク最終日。
- 50cc超125cc以下の二輪車のこと。道路交通法上は小型自動二輪車と呼ばれ、普通自動二輪の一種。車両法上は原付二種と呼ばれる。
- JR東日本サロ125形電車
- JR西日本125系電車
- JR九州キハ125形気動車
- ベートーヴェンの交響曲第9番「合唱」（作品125番）
- 三重県の伊勢神宮を構成する神社は合計125社[1]。
- 人生125歳説 - 大隈重信が唱えていた人間の寿命に関する見解。
  - 大隈が創設した早稲田大学では、「125」という数字を特別視している。
    - 早稲田大学のシンボル的な建築物である大隈講堂は、高さが125尺（約38メートル）である。
    - 大隈の生誕125周年となった1963年[2]、東京専門学校創立から125周年となった2007年に記念式典を挙行した[3]。
    - 早稲田大学の構内に、「Uni.Shop & Cafe 125」[4]や125記念室[5]という施設が設けられている。
    - 2008年度から施行されている早稲田大学の中長期計画の名前は、「Waseda Next 125」である[6]。